# 齋藤真一郎
齋藤 真一郎（さいとう しんいちろう、1971年9月22日 - ）は、日本の篤農家。 農業生産法人有限会社齋藤農園代表取締役。佐渡トキの田んぼを守る会会長。トキが棲む島だからこそできる農業に尽力している。

## 人物
1961年9月22日、新潟県佐渡郡新穂村青木の江戸時代から続く農家に生まれる。1989年、新潟県立佐渡農業高等学校を卒業。1993年、新潟県農業技術大学校を卒業。JA佐渡営農指導員。1999年、農業生産法人有限会社齋藤農園を設立。2001年、佐渡トキの田んぼを守る会を発足。2007年、新潟県エコファーマーに認定される。2015年1月12日、Fruits Cafe SAITO（フルーツ＆カフェさいとう）を開業。2016年11月3日、第44回毎日農業記録賞（一般部門）で最優秀賞・中央審査委員長賞を受賞。2017年3月24日、JA佐渡自然栽培研究会を発足（会員44名）。6月25日、JAバンクのCM「農業loves you」シリーズの第六弾に出演。

## 受賞
- 第44回毎日農業記録賞（一般部門）で最優秀賞・中央審査委員長賞を受賞[13][14]。
- 平成23年度新潟県優良農業経営体等表彰事業 優良認定農業者（法人）の部 農協中央会長賞を受賞[15]。

## 役職
- JA佐渡経営管理委員（新穂地区担当）[16][17]
- JA佐渡自然栽培研究会副会長[18]
- 一般社団法人佐渡生きもの語り研究所副理事長[19]